# Jan Benedyczuk
Jan Benedyczuk (* 12. August 1974 in Trier) ist ein deutscher politischer Beamter und Politiker (SPD). Er war von 2019 bis 2023 Staatssekretär im Ministerium für Bildung und Kultur des Saarlandes.

## Leben

### Ausbildung
Nach dem Besuch der Grundschule Bruchwiese (1980–1984) und des Deutsch-Französischen Gymnasiums in Saarbrücken (1984–1993) absolvierte Benedyczuk von 1993 bis 1995 den Zivildienst im Kinderhort Saarbrücken-Eschberg. Anschließend nahm er ein Studium der Publizistik, der Politikwissenschaft und des Öffentlichen Rechts an der Universität Mainz, welches er 2000 als Magister Artium abschloss. Von 1997 bis 1998 absolvierte er ein Studium am Presseinstitut der Universität Panthéon-Assas in Paris, von 2001 bis 2003 ein Masterstudium in Öffentlicher Verwaltung an der École nationale d’administration.

### Beruflicher Werdegang
Bereits während seines Studiums war Benedyczuk 1999 als wissenschaftlicher Assistent der SPD-Fraktion im Landtag des Saarlandes sowie 2001 als wissenschaftlicher Mitarbeiter im Abgeordnetenbüro von Jo Leinen tätig. 2004 wurde er Spiegelreferent für Umwelt und Forsten in der Vertretung des Landes Rheinland-Pfalz beim Bund, 2006 wechselte er ins Ministerium für Umwelt Rheinland-Pfalz, wo er in der Folge unter anderem als Referatsleiter Kabinetts-, Landtags- und Bundesratsangelegenheiten fungierte. Nachdem er 2012 als Leiter der Abteilung für Regierungsbeziehungen bei juwi tätig gewesen war, kehrte Benedyczuk bereits 2013 in den Staatsdienst zurück. Bis 2015 fungierte er als Referent für wirtschaftspolitische Grundsatzfragen sowie Spiegelreferent des Umweltministeriums in der Staatskanzlei Rheinland-Pfalz, ehe er als Referatsleiter Parlaments- und Kabinettsangelegenheiten in das Ministerium des Innern und für Sport des Landes Rheinland-Pfalz wechselte. 2017 übernahm er die Leitung des Büros von Ministerin Stefanie Hubig im Ministerium für Bildung Rheinland-Pfalz.
Am 18. September 2019 wurde er von der neu ernannten Ministerin Christine Streichert-Clivot zu ihrem Nachfolger auf der Position des Staatssekretärs im Ministerium für Bildung und Kultur des Saarlandes berufen. Ende Juni 2023 gab Benedyczuk bekannt, auf eigenen Wunsch aus familiären Gründen zurück in den Staatsdienst in Rheinland-Pfalz zu wechseln. Seine Nachfolgerin wurde am 20. Juni 2023 Jessica Heide.

### Privates
Jan Benedyczuk ist verheiratet und Vater zweier Kinder.